# Джонс, Арнольд Хью Мартин
Арнольд Хью Мартин (А. Х. М.) Джонс (англ. Arnold Hugh Martin (A.H.M.) Jones, 9 марта 1904 — 9 апреля 1970) — британо-английский историк античности, занимавшийся преимущественно историей Поздней Античности. Профессор Кембриджа, член Британской академии (1947).

## Биография
Первую книгу, The Cities of the Eastern Roman Provinces («Города Восточных провинций Рима»), выпустил в 1937 году (до этого у него в соавторстве с Элизабет Монро вышла история Абиссинии). С 1946 года профессор античной истории Университетского колледжа Лондона. В 1951 году перешёл на аналогичную должность в Кембриджский университет.
Обладал энциклопедической памятью и способностью к быстрому чтению. Его презрение к «светским беседам» иногда представляло его недосягаемым и холодным для тех, кто его плохо знал, однако он был весьма уважаем своими студентами.
Умер от сердечного приступа, когда плыл на корабле в Салоники для чтения курса лекций. Один из пионеров просопографии в XX веке, инициатор издания Prosopography of the Later Roman Empire.
В 50-е годы стал основоположником нового направления исследований афинской демократии, характеризующимся углубленным анализом «неинституциональных форм и элементов афинской политической жизни»; согласно продвигаемому им мнению — чтобы понять, как работала афинская демократия, необходимо в первую очередь исследовать ее экономическую базу.

### Поздняя Римская империя
Наиболее известный труд Джонса, The Later Roman Empire, 284—602. A Social, Economic and Administrative Survey (с англ. — «Поздняя Римская империя, 284-602 года: социальный, экономический и административный обзор»), рассматривает Древний Рим времён поздней империи и ранней Византии (начиная с эпохи Диоклетиана и заканчивая византийским императором Маврикием). Книга уделяет небольшое внимание истории, чаще описывая то, как древние римляне жили: вместо политики, войн, споров из-за доктрины книга концентрируется на устройстве администрации, армии, механизме законодательства.
Джонс редко цитирует в книге современных ему авторов и практически не уделяет внимания археологическим сведениям, предпочитая им литературные и эпиграфические источникам, в чём он признаётся в предисловии. При этом Джонс — как был знаком с трудами предшественников, так и активно общался с учёными в этой области, но сознательно ограничил тематику работы, не ставя своей целью описать историю идей. Аналогично, ко времени написания книги археология только развивалась и связь между историками и археологами была затруднительна. Данная работа стала первой фундаментальной монографией в англоязычной литературе, специально посвященной поздней Римской империи.
Книга изменила исследования этой эпохи: благодаря вниманию Джонса к деталям и его знанию первичных источников, она стала важным справочным материалом по теме. Так, П. Браун пишет, что её издание подобно «приходу металлургии в область, в которой до этого была только лёгкая промышленность». В 2004 году в Оксфордском университете была проведена серия семинаров в честь 40-летия издания книги, а в 2008 году расширенные материалы этих семинаров были изданы под редакцией Д. М. Гвинна.

## Избранная библиография
- History of Abyssinia (1935)
- The Cities of the Eastern Roman Provinces (1937)
- The Herods of Judaea (1938)
- The Greek City from Alexander to Justinian (1940)
- Ancient Economic History (1948)
- Constantine and the Conversion of Europe (1948)
- Athenian Democracy (1957)
- Studies in Roman Government and Law (1960)
- The Later Roman Empire, 284—602: A Social, Economic and Administrative Survey (1964)
- Sparta (1967)
- The Decline of the Ancient World (1968)
- Augustus (1970)
- The Prosopography of the Later Roman Empire, совместно с Д. Р. Мартиндейлом и Д. Моррисом[англ.] (1971)
- Jones A. H. M. Evagrius 2 // Prosopography of the Later Roman Empire (англ.) / A. H. M. Jones, J. R. Martindale, J. Morris. —  [2001 reprint]. — Cambridge: Cambridge University Press, 1971. — Vol. I: A.D. 260–395. — P. 284—285. — ISBN 0-521-07233-6.

На русском языке
- Джонс А. Х. М. Гибель античного мира. — Ростов-на-Дону, Изд-во «Феникс», 1997, 576 с. (глава XIV «Правосудие»).